# Joslyn Art Museum

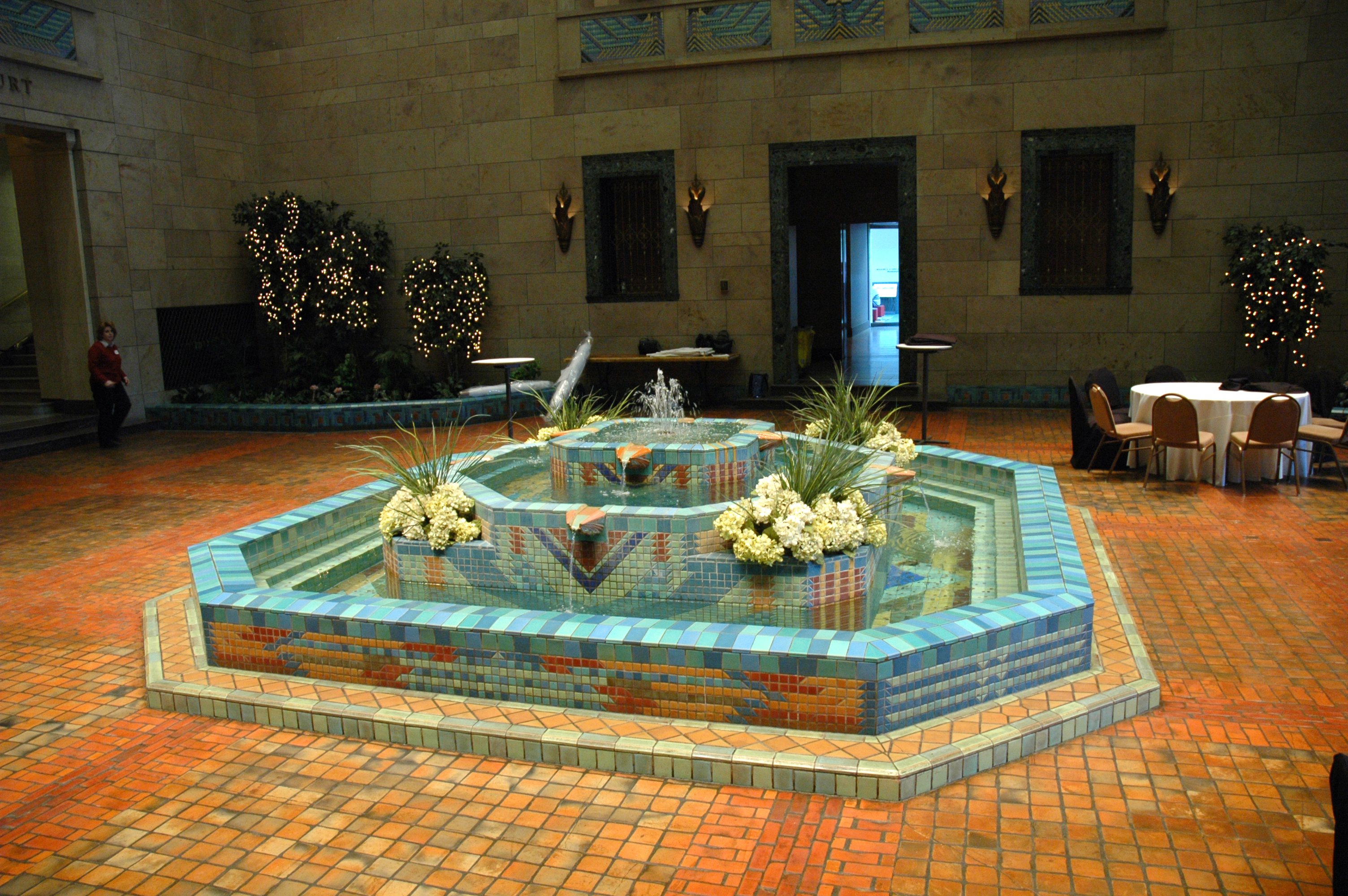
Brunnen des Museums im Eingangsbereich

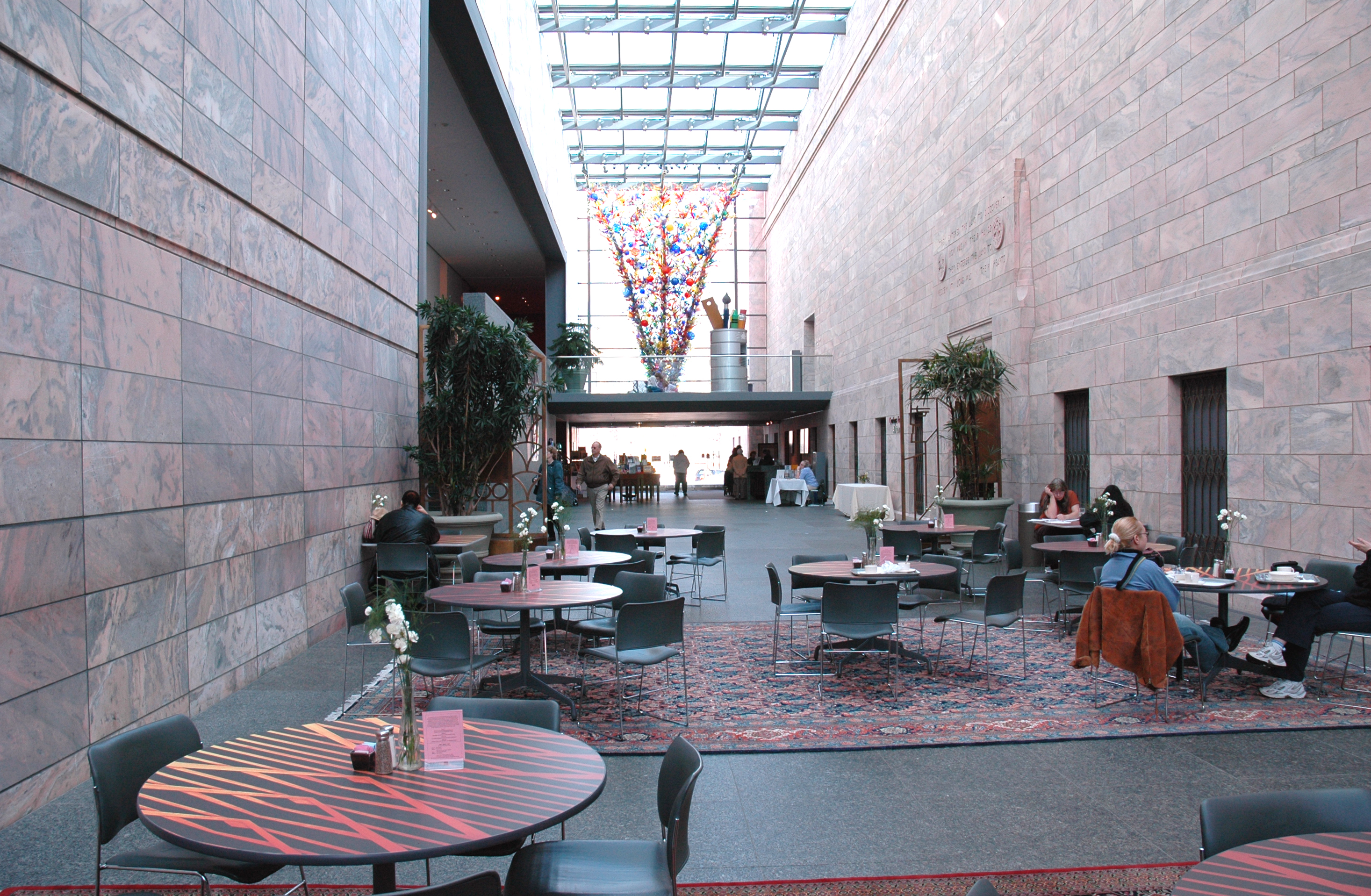
Atrium

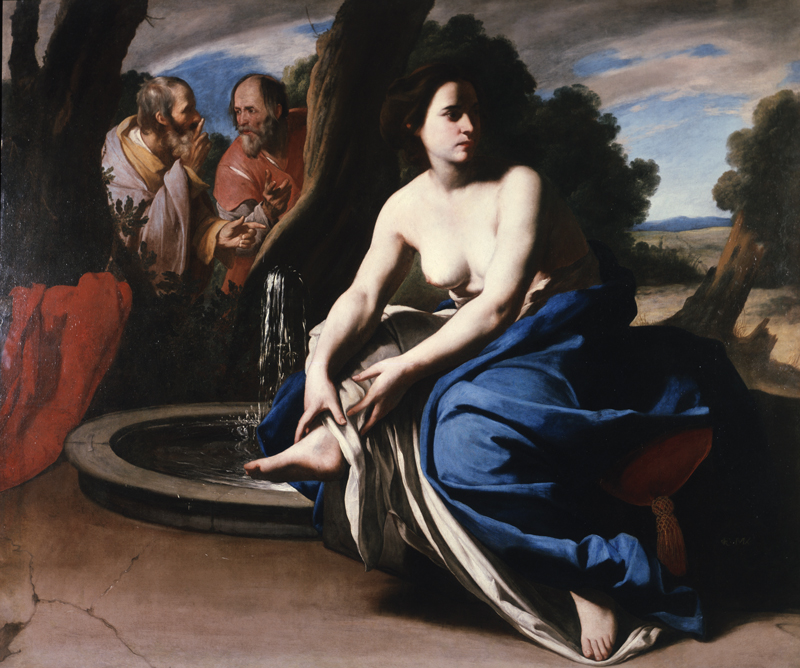
Susanna und die beiden Alten, 1545, Massimo Stanzione

Das Joslyn Art Museum ist das wichtigste Kunstmuseum des US-amerikanischen Bundesstaates Nebraska. Es liegt in der Mitte der Stadt Omaha und ist das einzige Museum des Staates mit einer epochenübergreifenden permanenten Ausstellung. Der Bestand des Museums umfasst Werke von der Antike bis zur heutigen Zeit. Der Sammlungsschwerpunkt liegt jedoch bei europäischen und amerikanischen Werken des 19. und 20. Jahrhunderts.

Nach zweijährigen Umbauarbeiten soll das Museum im September 2024 wiedereröffnet werden.

## Geschichte
Das Museum war eine Stiftung von Sarah H. Joslyn zur Erinnerung ihres Ehemanns George A. Joslyn und eröffnete im Jahre 1931. Es befindet sich in einem großen Art-déco-Gebäude, das von den Architekten John und Alan Madconald entworfen wurde. Bei seinem Bau wurden 38 verschiedene Marmorarten verwendet, es dominiert jedoch rosafarbener Marmor aus Georgia. Die Friese an der Außenseite des Gebäudes stammen von dem Bildhauer John David Brcin und beziehen sich auf die Einwohner der Great Plains und zeigen sowohl die ursprünglichen indigenen Völker als auch die späteren Europäischen Siedler. 
Eine substantieller Ausbau erfolgte im Jahre 1994. Der verantwortliche Architekt war Sir Norman Foster. Der Anbau eröffnete im Jahre 1994. Im Jahre 2008 begann man mit der Errichtung des Joslyn Sculpture Garden. Dieser eröffnete im Sommer 2009 anlässlich des jährlichen Jazzfestivals. Der Garten ist seitdem auch Veranstaltungsort dieses jährlichen Fests, das seit 25 Jahren jeweils im Juli und August begangen wird.

## Sammlung
Der Bestand des Museums umfasst:
- Werke der Antike mit einer besonders großen Sammlung griechischer Keramiken.
- Europäische Kunst des 16. und 17. Jahrhunderts. Zum Bestand gehören Bilder von Veronese, Tizian, Claude Lorrain, Massimo Stanzione und El Greco.
- Europäische Kunst des 19. Jahrhunderts ist einer der Sammlungsschwerpunkte des Museums. Zum Bestand gehören Werke von Delacroix und Gustave Doré, Corot und Gustave Courbet. Der Impressionismus ist unter anderem mit Degas, Monet, Pissarro, und Renoir vertreten.
- Amerikanische Kunst: Die Sammlung umfasst frühe amerikanische Werke von James Peale und Mather Brown. Zum Bestand gehören außerdem zahlreiche Werke der Hudson River School, nämlich Winslow Homer und Thomas Eakins sowie Bilder der amerikanischen Impressionisten Childe Hassam und William Merritt Chase.
- Werke aus der Zeit der Erforschung des nordamerikanischen Westens. Dazu gehört eine wichtige Sammlung der Tagebücher von Maximilian zu Wied-Neuwied und der Aquarelle des Schweizer Künstlers Karl Bodmer, die bei der Reise in das innere Nord-America in den Jahren 1832 bis 1834 entstanden sind, und die Sammlung der Druckplatten von Karl Bodmer. Details siehe hier. Das Museum besitzt auch Werke von Alfred Jacob Miller, die den Westen Amerikas in den 1830er Jahren zum Thema haben.
- Werke der indigenen Völker des amerikanischen Westens. Dies umfasst sowohl traditionelle Arbeiten als auch Arbeiten, die unter dem Einfluss der europäischen Siedler entstanden.
- 20. Jahrhundert: Zur Sammlung des 20. Jahrhunderts gehören Werke von  Henri Matisse, Stuart Davis, Theodore Roszak, John Sloan und Robert Henri, Skulpturen von Deborah Butterfield, Robert Haozous, Donald Judd, Sol LeWitt und Martin Puryear.

## Belege
1. ↑  https://joslyn.org/visit
2. ↑  Graham W. J. Beal: Joslyn Art Museum: A Building History. Joslyn Art Museum, Omaha, Nebraska 1994, ISBN 0-936364-25-4 (englisch).
3. ↑  David Haward Bain: The Old Iron Road: An Epic of Rails, Roads, and the Urge to Go West. Penguin Books, New York City, New York 2004, ISBN 0-14-303526-6, S. 65–6 (englisch).
4. ↑  Join KETV For Jazz On The Green (Memento vom 22. Februar 2012 im Internet Archive)

Koordinaten: 41° 15′ 36,9″ N, 95° 56′ 45,7″ W